# Степанова, Александра Степановна
Александра Степановна Степанова (в девичестве — Маслова) (11 мая 1928 — 12 февраля 2017) — передовик советского сельского хозяйства, звеньевая Красноармейского свеклосовхоза Министерства пищевой промышленности СССР, Эртильский район Воронежской области, Герой Социалистического Труда (1948).

## Биография
Родилась 11 мая 1928 года в селе Нижний Мамон, ныне Верхнемамонского района Воронежской области в русской крестьянской семье.  
Трудовую деятельность начала в годы войны, устроившись на работу в свеклосовхоз "Красноармейский" Эртильского района. С 1945 года возглавляла комсомольско-молодёжное звено, которое было лучшим в совхозе. 
В 1947 году по результатам работы, звено сумело получить урожай ржи 31,1 центнера с гектара на площади 8,5 гектаров.  
Указом Президиума Верховного Совета СССР от 18 мая 1948 года за получение высоких результатов в сельском хозяйстве и рекордные показатели в растениеводстве Александре Степановне Масловой (в замужестве - Степановой) было присвоено звание Героя Социалистического Труда с вручением ордена Ленина и медали «Серп и Молот». 
Продолжала и дальше трудиться в сельском хозяйстве. С 1950 года стала работать агробригадиром отделения, с 1963 года - телятницей, а с 1976 года - бригадиром садоводов отделения имени Мичурина. Её общий трудовой стаж в совхозе составил 46 лет.  
Являлась депутатом Эртильского районного совета депутатов трудящихся.   
В 1991 году вышла на заслуженный отдых и уехала жить в город Липецк. Ушла из жизни 12 февраля 2017 года.

## Награды
За трудовые успехи была удостоена:
- золотая звезда «Серп и Молот» (18.05.1948)
- орден Ленина (18.05.1948)
- другие медали.